# ニジンスキー (戯曲)
『ニジンスキー』は、ロシアのバレエダンサー、ヴァーツラフ・ニジンスキーを描く戯曲。2000年にPARCO劇場にて上演された。2012年と2014年に「DANCE ACT『ニジンスキー』」が上演されている。

## 2000年
2000年2月7日から27日までPARCO劇場、3月1日・2日にメルパルクホール福岡、3月4日から7日までシアタードラマシティ、3月9日・10日に名古屋市民会館中ホールで上演された。

### 概要
アメリカの劇作家ウィリアム・ルースにPARCO劇場が依頼した作品。晩年の精神を病んだニジンスキーを市村正親、若き日のニジンスキーを当時東京バレエ団のプリンシパルダンサーの首藤康之が演じる二人一役が話題になった。バレエ・リュス時代のデザインがほぼ忠実に再現された衣裳で、首藤がニジンスキーの代表作を踊る場面が随所にあった。

### ストーリー
20世紀初頭、現代バレエの黎明期に現れた革命的であり、伝説的な一人の天才バレエダンサー、ヴァツラフ・ニジンスキーの半生。今では精神を病んでサナトリウムにいる晩年のニジンスキー。彼は若き日の自分自身の幻影と、既に亡きかつての愛人ディアギレフに語りかけている。そんな彼の元へ数年ぶりに、ニジンスキーの妻ロモラが訪ねてくる。夫に残酷なショック療法を望むロモラと、それを躊躇する医師。結局その残酷な治療は行われた。しかしニジンスキーは正気に戻ることはなかった。

### キャスト（2000年）
ヴァスラフ・ニジンスキー
演 - 市村正親
晩年、精神病院に入院していた頃のニジンスキー。
若き日のニジンスキー
演 - 首藤康之
ディアギレフ
演 - 岡田真澄
ニジンスキーの愛人。バレエ・リュスの主催者。
ロモラ・ニジンスキー（ ロモラ・デ・プルスキ）
演 - 久世星佳
ニジンスキーの妻。悪妻として有名。
ヴィンスヴァンガー医師
演 - 段田安則
サナトリウムの医師。
フリッツ・ヒューベルス
演 - 宍戸勝
ニジンスキーが心を許している看護人

### スタッフ（2000年）
- 作：ウィリアム・ルース
- 訳：松岡和子
- 演出：ジョン・ティリンジャー
- 振付：ゲイリー・クリスト、堀登
- 音楽：笠松泰洋
- 照明：原田保
- 音響：高橋巌
- 美術：島川とおる
- 衣裳：八重田喜美子
- 舞台監督：小林清隆

## DANCE ACT
2012年
「DANCE ACT『ニジンスキー』～神に愛された孤高の天才バレエダンサー～」が2012年4月1日から8日まで天王洲 銀河劇場で上演された。演出は荻田浩一。ニジンスキーの妹の存在がクローズアップされている。
2014年
2012年の再演。2014年4月23日から30日まで天王洲 銀河劇場で上演された。

### キャスト（DANCE ACT）
名前の後に括弧がない場合、初演・再演共通。
- ヴァーツラフ・ニジンスキー：東山義久
- ブロニスラヴァ・ニジンスカ：安寿ミラ - ヴァーツラフの妹。踊り手・振付師。
- ディアギレフ：岡幸二郎
- ロモラ：遠野あすか
- スタニスラフ・ニジンスキー：和田泰右 - ヴァーツラフの兄。子供の頃から精神を病んでいる。
- フレンケル：佐野大樹 - 精神科医。
- ダンサー：東文昭（2012年）[3]、長澤風海、加賀谷真聡、舞城のどか、穴井豪（2014年）[4]

### スタッフ（DANCE ACT）
名前の後に括弧がない場合、初演・再演共通。
- 脚本・演出：荻田浩一
- 音楽：斉藤恒芳
- 振付：平山素子 / 港ゆりか
- 美術：中村知子（2012年）[5]、古口幹夫（2014年）[6]
- 照明：柏倉淳一
- 音響：柳浦康史
- 衣裳：朝月真次郎
- ヘアメイク&ヘッドドレス製作：寺岡ふう子（2014年）[6]
- 主催：ニッポン放送
- 企画・製作：ニッポン放送 / M・G・H